# Wivi Lönn
Olivia Mathilda Lönn, generalmente conocida como Wivi Lönn (Tampere, 20 de mayo de 1872-Helsinki, 27 de diciembre de 1966), fue una arquitecta finlandesa. Fue la primera mujer a quien se otorgó el título honorario de «profesor» por la Asociación Finlandesa de Arquitectos.

## Primeros años y educación
Olivia Mathilda Lönn nació en el pueblo de Onkiniemi, cerca de Tampere el 20 de mayo de 1872. Su padre era Wilhelm Lönn, un cervecero local, y su madre Mathilda Siren. Después de graduarse en la Escuela Industrial de Tampere se trasladó  a Helsinki. Entre 1893 y 1896 estudió arquitectura en el Universidad Politécnica de Helsinki. Durante este periodo,  ganó el primer premio en varias competiciones arquitectónicas. Durante su vida desarrolló una estrecha amistad con Hanna Parviainen, con quien colaboró en muchas ocasiones.

## Trayectoria
Su graduación de la universidad fue seguida por el establecimiento de su oficina arquitectónica, con lo que fue la primera mujer arquitecta que ejerció de forma independiente en Finlandia.
En la década de 1890 ganó el primer premio en varios concursos arquitectónicos. La utilización de seudónimos fue lo que le permitió a Lönn ser evaluada en iguales condiciones, ya que tanto las mujeres como los maestros de obra estaban claramente al margen de la profesión. De los siete concursos que ganó, seis fueron presentados de manera unipersonal.
En 1904 ganó el primer premio arquitectónico en un concurso de la Escuela de Economía de Tampere. De 1909 a 1913 Wivi Lönn y Armas Lindgren diseñaron y construyeron el Teatro de Estonia en estilo Art Nouveau, y el Uusi Ylioppilastalo. En 1913 se muda a Jyväskylä, donde desarrolla varios proyectos arquitectónicos, entre ellos una escuela, una fábrica y muchos otros edificios.
En la década de 1910 diseñó la mansión en Jyväskylä de Alvar Aalto, famoso arquitecto finlandés. El proyecto estuvo acabado en 1915. En los años veinte cooperó con Hanna Parviainen en muchos proyectos arquitectónicos en el área de Jyväskylä, tales como escuelas infantiles, sanatorios, una iglesia y una biblioteca. Al propio tiempo diseñó y construyó la sede de la asociación cristiana de YWCA en Helsinki.
El último trabajo de Wivi Lönn fue el observatorio Tähtelä en Sodankylä. El observatorio anterior, construido en 1913, había sido destruido durante la Segunda Guerra Mundial. Lönn diseñó los nuevos edificios entre 1944 y 1945, y el complejo se inauguró en septiembre de 1950.
En 1942 funda, junto a otras colegas como Elsi Borg, la Asociación Oficial de Mujeres Arquitectas de Finlandia, que aún hoy sigue activa aunque poco visible.
Wivi Lönn falleció en Helsinki el 27 de diciembre de 1966.

## Edificios notables
- Uusi Ylioppilastalo, 1910
- Korporatsioon Sakala, 1911
- Teatro de Estonia, 1913
- Observatorio Geofísico de Sodankylä, 1945

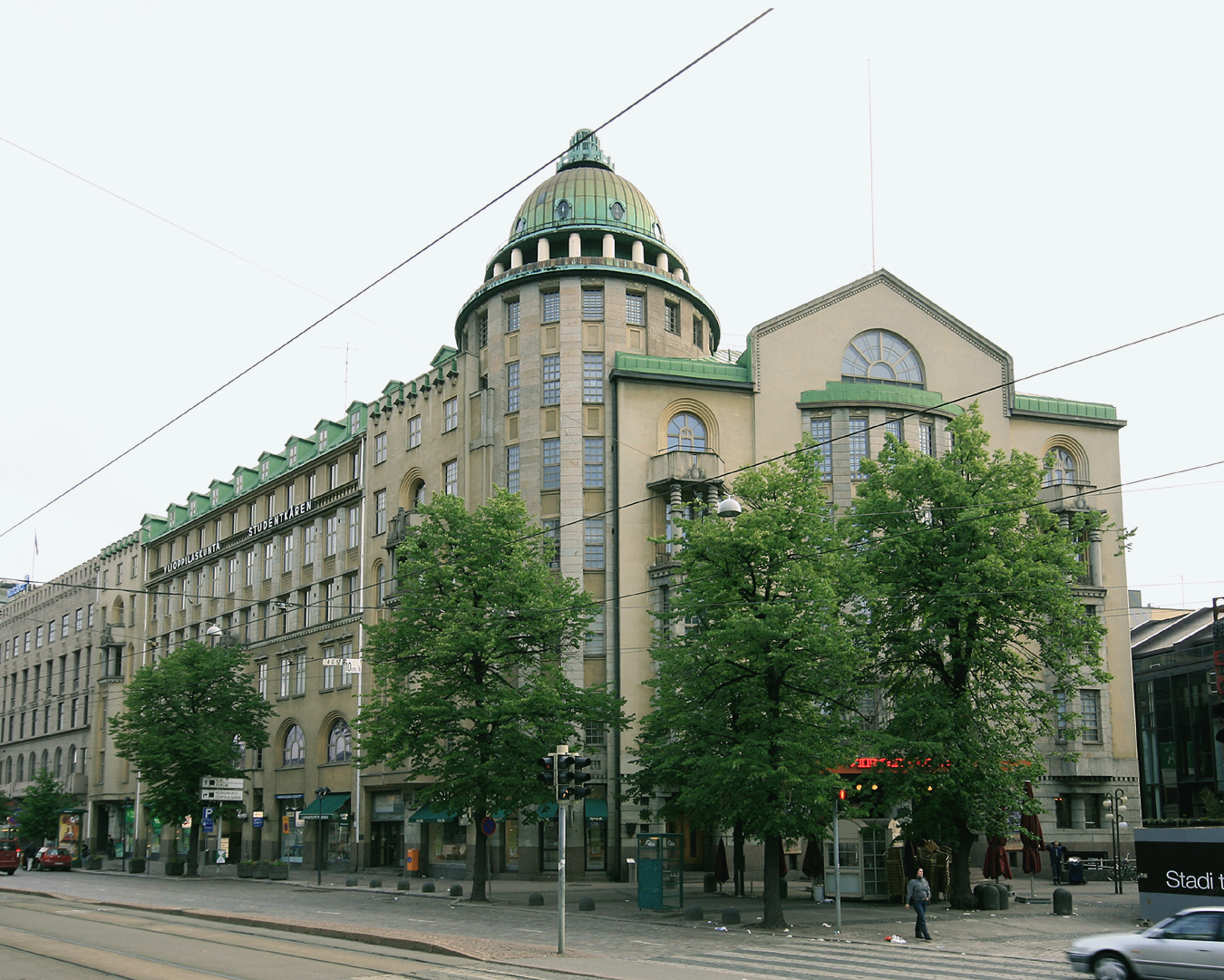
Uusi Ylioppilastalo
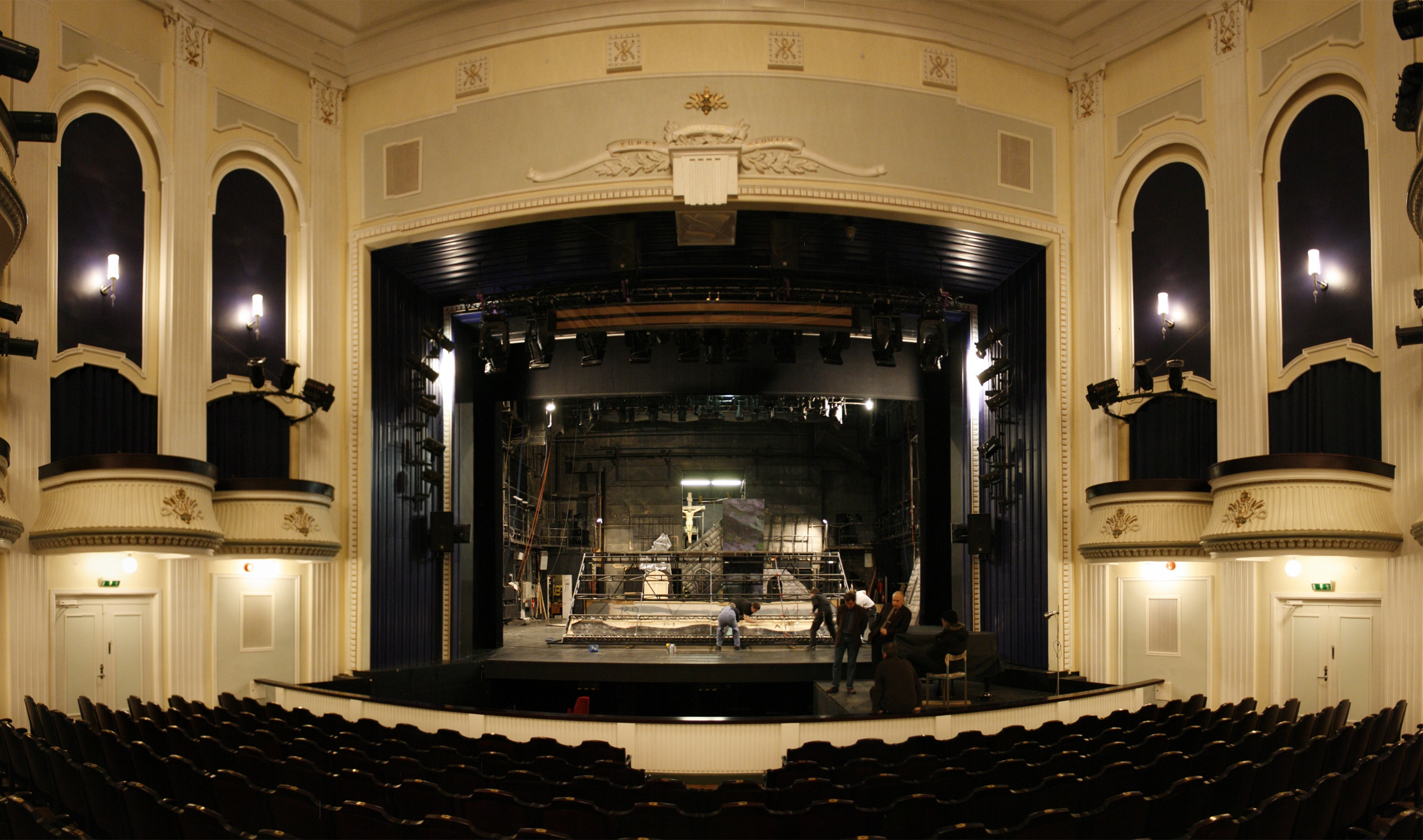
Teatro de Estonia
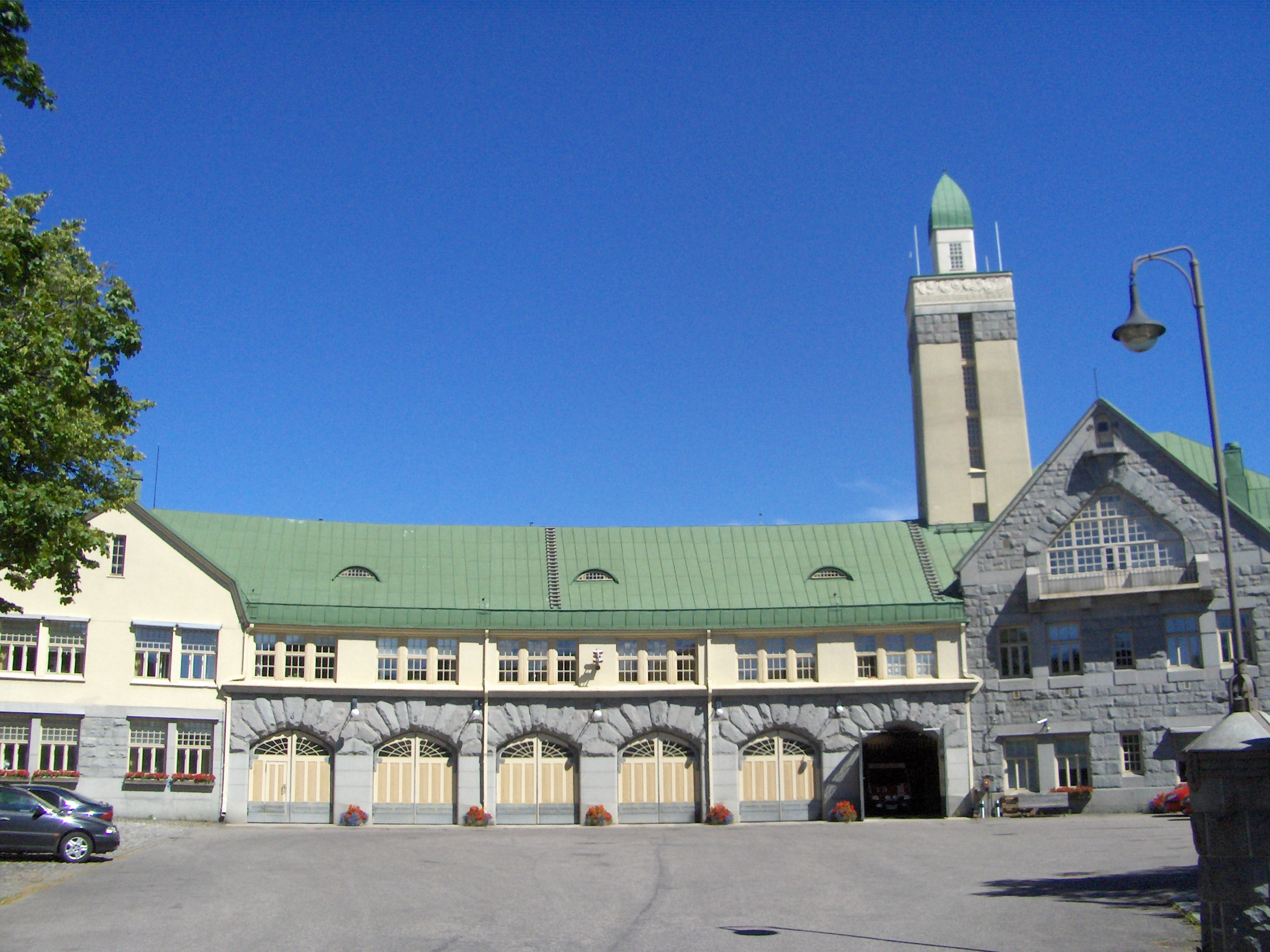
Cuartel de bomberos de Tampere
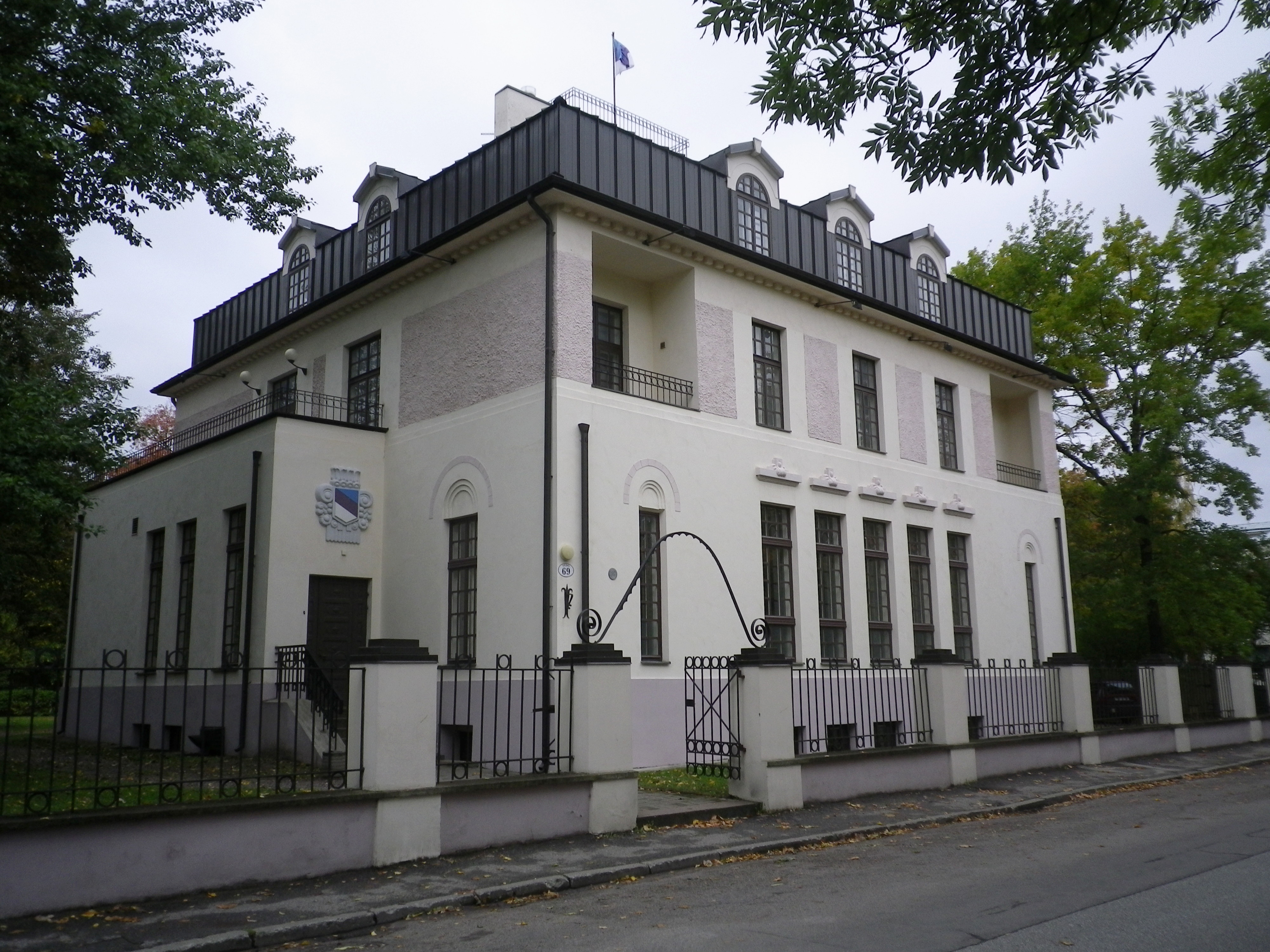
Korporatsioon Sakala

## Reconocimientos
En 1956 fue la primera mujer a la que se otorgó el título honorario de "Profesor" por la Asociación Finlandesa de Arquitectos.